# John Ferrillo
John Ferrillo, (nascut el setembre de 1955), és un oboista nord-americà.
És l'oboè principal de l'Orquestra Simfònica de Boston des del 2001. També és membre del "Tanglewood Music Center". Abans d'aquests càrrecs, va ser co-director d'oboè de la Metropolitan Opera Orchestra de Nova York de 1986 a 2001, així com antic professor a la Juilliard School des de 1987 fins al 2002, i a la "Mannes School of Music". Ferrillo va estudiar amb John de Lancie al Curtis Institute of Music.
Ha ensenyat i actuat als festivals d'Aspen i Waterloo. John Ferrillo es va incorporar a les facultats del "New England Conservatory of Music" i l'Escola de Música de la Universitat de Boston el 2002 i ensenya al Festival Tanglewood i al Tanglewood Institute de la Universitat de Boston.
Ha aparegut com a solista convidat amb nombrosos grups del nord-est, com la "Boston Classical Orchestra" i la "Buffalo Philharmonic", i va interpretar el Concert per oboè de Strauss amb la BSO i James Levine la temporada 2004-05.
En col·laboració amb la difunta Martha Rearick (que va escriure les reduccions orquestrals) i "Theodore Presser Publications", ha escrit un llibre d'extractes orquestrals d'oboè amb acompanyament de piano i consells per a la preparació de l'audició. Té una empresa, que es innovadora en l'àrea de la fabricació d'eines de canyes per oboè.https://www.loree-paris.com/musiciens/john-ferrillo/?lang=en</ref>